# Języki anglofryzyjskie

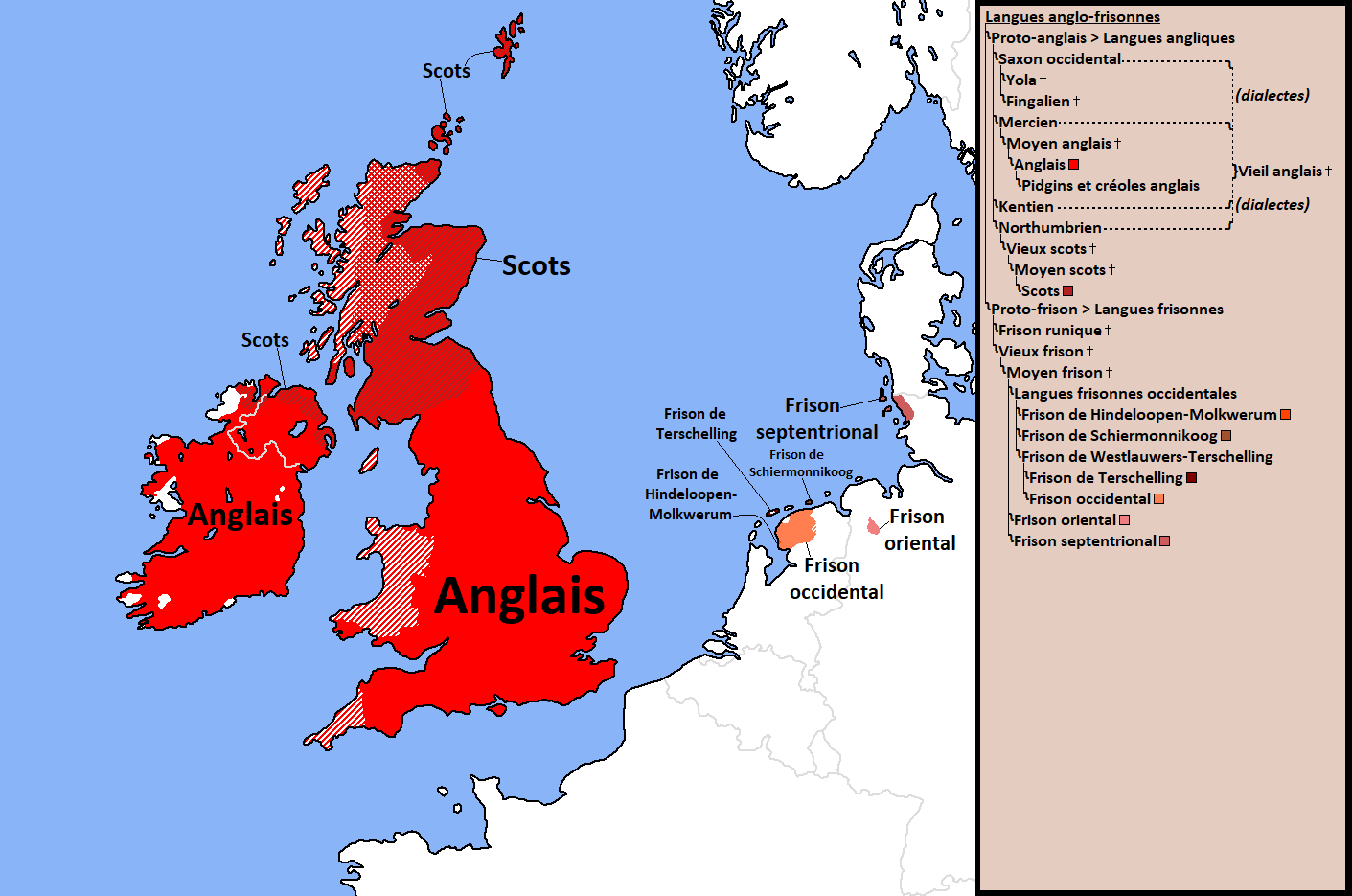

Języki anglofryzyjskie – gałąź językowa zachodnich języków germańskich. W jej skład wchodzą: język angielski oraz język fryzyjski, wraz ze wszystkimi swoimi dialektami.
Języki anglofryzyjskie w językoznawstwie znane też są jako ingwaeońskie, germańskie Morza Północnego oraz germańskie wyspowe.
W swoim rozwoju języki anglo-fryzyjskie zaczęły się odróżniać od innych dialektów zachodniogermańskich dzięki procesowi palatalizacji spółgłoski pragermańskiej *k. Przykłady tego procesu:
- ang. cheese, fryz. tsiis < niem. Käse, niderl. kaas (ser)
- ang. church, fryz. tsjerke < niem. Kirche, niderl. kerk (kościół)

Wczesny anglofryzyjski tworzył wspólnotę językową wraz ze starosaksońskim. Śladem tego jest występowanie wielu jego cech w zachodnioflamandzkim dialekcie języka niderlandzkiego używanego we Flandrii Zachodniej (Belgia).
Drzewo rodziny anglofryzyjskiej:
- języki anglofryzyjskie
  - języki angielskie
    - język staroangielski †
    - język średnioangielski †
    - język wczesny nowoangielski †
    - język angielski
    - język scots
    - język yola †

  - język fryzyjski
    - język zachodniofryzyjski
    - język wschodniofryzyjski
    - język północnofryzyjski
      - Söl'ring